# Fráncico lorenés

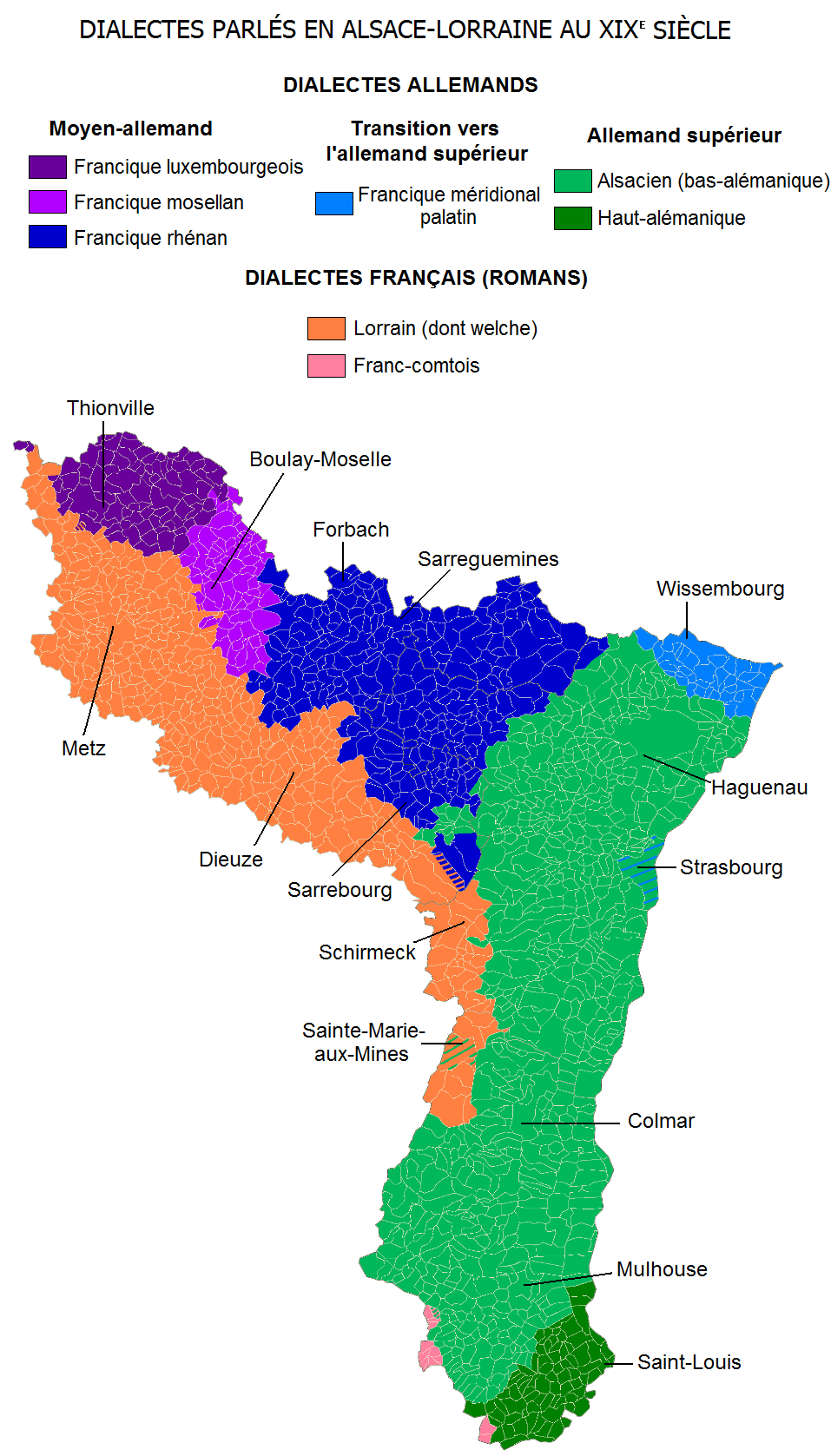
Lenguas habladas en Alsacia-Lorena

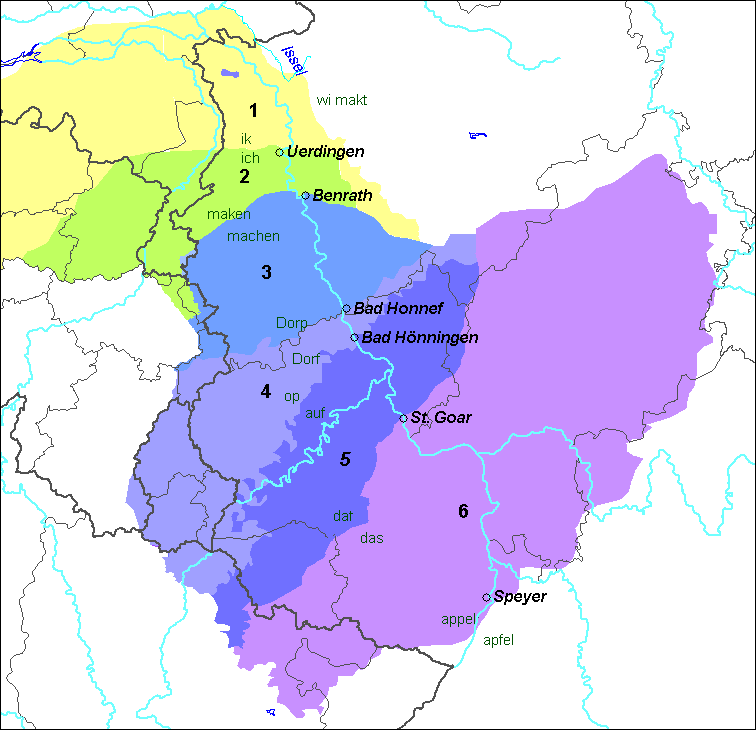
Subdivisión de los dialectos germánicos renanos de Georg Wenker, 1877:
1: Bajo fráncico
2: Limburgués
3: Ripuario
4: Fráncico moselano septentrional
5: Fráncico moselano meridional
6: Fráncico renano

El fráncico lorenés (también llamado lothrénger platt, lothringer platt, lothrénger deitsch, lothrìnger deitsch, lothrìnger ditsch, lothringer deutsch, o simplemente platt) es una de las lenguas regionales de Lorena. Se trata de un término genérico que designa todos los dialectos del alemán central y del alto alemán que se hablan en la parte germanófona del departamento lorenés del Mosela (tradicionalmente llamada Lorena alemana).
Emile Guelen distinguió en 1939 tres variedades, que denominó Westmosellothringisch (lorenés del Mosela occidental), Niedlothringisch (lorenés del país de Nied) y Saarlothringisch (lorenés del Sarre). Designó globalmente las tres formas lingüísticas del fráncico utilizadas en Lorena:
- fráncico renano de Lorena (variedad del fráncico renano)
- fráncico moselano
- fráncico luxemburgués

## Historia
El término fráncico hace referencia al pueblo germánico de los francos, que se implantó en la región en el periodo de las invasiones bárbaras y desde el siglo IV. No obstante, hay que señalar que la germanización de la región había empezado antes, y que hay una tesis que ve un sustrato lingüístico céltico y germánico preexistente a la llegada de los francos. Uno de los primeros escritos en fráncico es la traducción de un tratado de San Isidoro en fráncico renano y data de comienzos del siglo IX. La frontera lingüística moselana se estableció de manera duradera sobre una línea que atravesaba el actual departamento del Mosela de noroeste a sureste.
A pesar de los cambios de nacionalidad y los esfuerzos de unos y otros para desplazar esta frontera lingüística, ésta se mantuvo prácticamente invariable hasta 1945. Sólo después de la Segunda Guerra Mundial la lengua regional fue combatida con empeño y empezó una tendencia descendente (una de las causas era su parentesco con el alemán estándar impuesto por los ocupantes nazis). 
Al igual que otras lenguas minoritarias, se han creado asociaciones con el objetivo de conseguir de transmitir el fráncico. Entre ellas, hay que destacar las asociaciones Wei Lang Naar ("¿Hasta cuándo?" o "¿Por cuánto tiempo?"), Gau un Griis, Bei uns dahäm y Culture et Bilinguisme de Lorraine - Zweisprachig, unsere Zukunft.

## Distribución
El área lingüística del fráncico lorenés cubría en 1945 según Toussaint 370 de las 763 comunas del Mosela. En 1962, esto representaba que 360.000 moselanos comprendían el fráncico lorenés, un 39% de la población, y en 1975 alrededor de 440.000, un 44%. En 1975 representaba la misma proporción, es decir 357 comunas de 716. Este aumento aparente no implica una progresión en la práctica sino que es más bien el reflejo de la demografía y no del uso cotidiano de la lengua. En parte debido a la ambigüedad del término, las estimaciones del número de hablantes del fráncico lorenés en Francia varían entre los 30.000 y los 400.000 (que lo convertiría en la tercera lengua regional más hablada en Francia, después del occitano y el alsaciano).
El dato más fiable proviene de la Enquête famille elaborada por el INSEE como parte del censo de 1999, pero ofrece un panorama indirecto de la situación actual. Aproximadamente 78.000 personas afirmaban hablar fráncico lorenés, pero menos de 50.000 transmitían el conocimiento de la lengua a sus hijos. Otra estadística ilustra este punto: de todos los hombres adultos que hablaban fráncico regularmente a la edad de 5 años, menos del 30% hablaba la lengua regularmente con sus propios hijos.
La distribución geográfica de las variantes sigue una lógica este-oeste. El fráncico luxemburgués es hablado en la región de Thionville y Sierck-les-Bains El fráncico moselano lo es en la región de Bouzonville y Boulay-Moselle. El fráncico renano de Lorena es hablado en la zona de Saint-Avold hacia Alsacia (Drulingen/Sarre-Union, La Petite-Pierre) pasando por Forbach, Sarreguemines, el País de Bitche y la región de Sarrebourg.

### Intercomprensión de las variantes
Las diversas variantes del fráncico lorenés poseen numerosos puntos comunes y la intercomprensión mutua es relativamente fácil entre las diferentes variantes. Sin embargo, el término fráncico lorenés no se tiene que considerar como un concepto lingüístico. Las ramas específicas del fráncico dentro del alto alemán central son, desde este punto de vista, el fráncico ripuario, el fráncico luxemburgués, el fráncico moselano y el fráncico renano.
El fráncico lorenés es un continuum de dialectos porque todo el conjunto de similitudes y diferencias fluctúan dependiendo de la ubicación geográfica. No se trata tan sólo de tres formas lingüísticas habladas en Lorena y separadas por líneas establecidas sobre un criterio lingüístico muy parcial. Algunas propiedades son transversales a las tres formas y la comprensión mutua resultante depende más de la lejanía geográfica que de una línea de ruptura
El término fráncico lorenés no designa una categoría establecida sobre criterios lingüísticos, sino un conjunto lingüístico propio en un territorio geográfico que resulta de las divisiones de las fronteras políticas. Se encuentra situado en Lorena, y más concretamente en la mitad nordeste del departamento del Mosela.
El fráncico lorenés es una lengua infrarregional puesto que se practica solamente en una parte de la región. El fráncico luxemburgués, el fráncico moselano y el fráncico renano son también lenguas suprarregionales puesto que ciertas variantes también se hablan en otros partes de Lorena y más allá de las fronteras alemana, belga y luxemburguesa.
Hay que señalar que en una pequeña parte del cantón de Phalsbourg (valle del Zorn) se habla un dialecto alemánico. La zona alemánica de Lorena comprendía en el siglo XIX las siguientes localidades: Bois-de-Chênes, Trois-Maisons, Danne-et-Quatre-Vents, Garrebourg, Saint-Louis, Arzviller, Guntzviller, Hartzviller, Biberkirch, Troisfontaines, Hommert, Harreberg, Hellert, Schaeferhof y La Hoube. La lengua regional de la Lorena germanófona no se limita a los dialectos fráncicos, pues se incluye el dialecto bajo alemánico del sureste moselano.
Se trata de un continuo dialectal y la evolución entre estas zonas es gradual. Al sureste del departamento (país de Phalsbourg y Dabo), los dialectos fráncicos presentan características (como el vocalismo) gradualmente más alemánicas a medida que nos acercamos a Alsacia.

## Características

### Rasgos distintivos
El fráncico lorenés es un continuo dialectal perteneciente al alto alemán central occidental (Westmitteldeutsch) que tiene numerosas características comunes, como las siguientes:
Las dos primeras separan el fráncico lorenés del bajo alemán:
- mache

El fráncico lorenés se sitúa totalmente dentro del territorio donde "hacer" se dice "mache" o "machen", por oposición a la pronunciación "maken" empleada en bajo alemán.
- ich

El fráncico lorenés se sitúa totalmente dentro del territorio donde "yo" se dice "ich", por oposición a la pronunciación "ik" empleada en bajo alemán.
Las dos siguientes separan el fráncico lorenés del alto alemán:
- appel

El fráncico lorenés se sitúa totalmente en el territorio donde "manzana" se dice "appel", por oposición a la pronunciación "apfel" utilizada en alto alemán.
- pund

El fráncico lorenés se sitúa totalmente en el territorio donde "libra" se dice "pund", por oposición a la pronunciación "pfund"  utilizada en alto alemán.
Otro rasgo común separa el fráncico lorenés del fráncico ripuario:
- dorf

El fráncico lorenés se sitúa totalmente en el territorio donde "pueblo" se dice "dorf" por oposición a la pronunciación "dorp" utilizada en alemán central por el fráncico ripuario.
El fráncico lorenés también se distingue globalmente de las variedades que se extienden más al norte:
- fescht, geschter, schweschter, samschdaa

El fráncico lorenés se sitúa totalmente en el territorio donde "fiesta" se dice "Fescht", "ayer" se dice Geschter, "hermana" se dice Schweschter y "sábado" samschdaa por oposición a la pronunciación "Fest", "gestern", "Schwester" y "Samstag" utilizada en alemán central en los territorios situados más al norte.

### Variantes

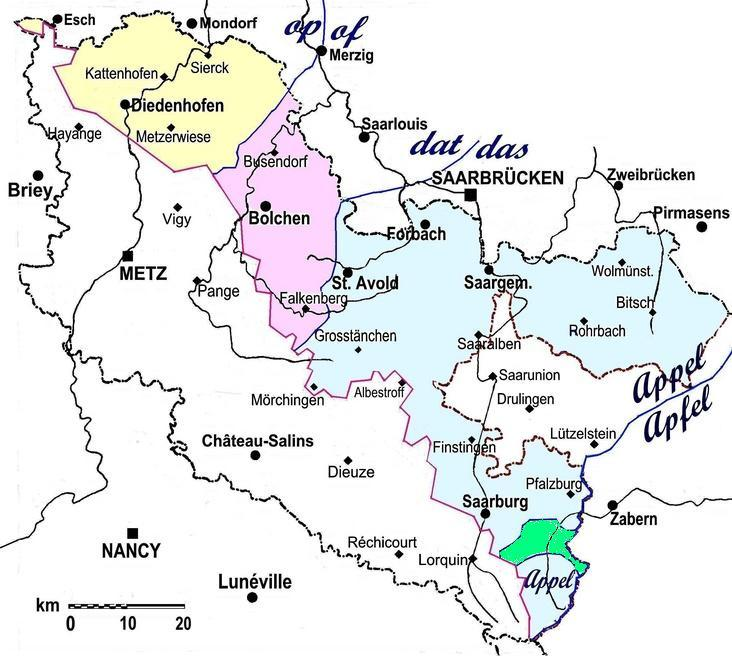
Mapa dialectal del departamento del Mosela:
Fráncico luxemburgués
Fráncico moselano
Fráncico renano
Bajo alemánico

El conjunto de la zona lingüística está atravesado por dos isoglosas, orientadas de noreste a suroeste y que delimitan las tres variantes a partir de las mutaciones consonánticas de las lenguas germánicas, presentes sólo parcialmente en el fráncico lorenés:
- La línea op/of separa el fráncico luxemburgués, dominio del op, del fráncico moselano, dominio del of, que quiere decir "en" (en alemán auf). Esta línea se encuentra entre las comunas occidentales de Zeurange, Grindorf, Flastroff, Waldweistroff, Lacroix, Rodlach, Bibiche, Menskirch, Chémery, Edling y Hestroff, y las orientales de Schwerdorf, Colmen, Filstroff, Beckerholtz, Diding, Freistroff, Anzeling, Gomelange y Piblange.
- La línea wat/was separa el fráncico moselano, dominio del wat, del fráncico renano, dominio del was, que quiere decir "que" (en alemán was). Esta línea se encuentra entre las comunas occidentales de Ham-sous-Varsberg, Varsberg, Bisten, Boucheporn, Longeville, Laudrefang, Tritteling, Tetting, Mettring, Vahl-lès-Faulquemont y Adelange, y las orientales de Creutzwald, Diesen, Carling, Porcelette, Saint-Avold, Valmont, Folschviller, Lelling, Guessling-Hémering y Boustroff.

La diptongación por la cual se pasa de la vocal i al diptongo ei alcanza a la totalidad del fráncico luxemburgués, pero solo afecta de una manera muy limitada a los extremos de los dominios del fráncico moselano y del fráncico renano de Lorena. No obstante, afecta a gran parte del fráncico moselano y el fráncico renano en sus prolongaciones fuera de Lorena. Así, un lorenés que hable en fráncico renano dirá gliche, excepto en el sector de Forbach donde dirá gleiche.

## Estatus oficial
El fráncico lorenés, como otras lenguas regionales de Francia, carece de reconocimiento oficial. Mientras que el luxemburgués goza del estatus de lengua oficial en el Gran Ducado de Luxemburgo, en Francia el lorenés (y todas sus variantes) sólo poseen el estatus de lengua regional, recogido como tal en el informe Cerquiglini.

## Escritura y gramática
La escritura del fráncico ha sido codificada por el GERIPA, dependiente de la Universidad de la Alta Alsacia. El luxemburgués posee una ortografía oficial en el Gran Ducado de Luxemburgo.
La escritura en fráncico renano de Lorena es un fenómeno muy reciente. El uso escrito de la variante fráncica ha estado limitado bastante tiempo al teatro y a la poesía dialectales. Las actas oficiales de la parte germanófona del Ducado de Lorena (Bailía de Alemania) eran redactadas en el alemán de la época hasta 1748 (disposición que imponía el francés en las actas oficiales en Lorena inspirada por Antoine-Martin Chaumont de La Galaizière, canciller de Lorena). Lo mismo ocurría con las actas notariales de la bailía de Alemania. Continuó haciéndose así hasta 1773 en Rodemack, hasta 1790 en Dabo, y hasta la incorpración de las tierras imperiales (Reichsland) a Francia en 1793. Desde la normalización de la escritura alemana, la lengua escrita utilizada por los loreneses germanófonos era el alemán estándar, incluso para transcribir los elementos dialectales, sobre todo después de la anexión de 1870 y la escolarización masiva de la juventud de la época.
En cuanto a la gramática, convendría hacer una lista de los rasgos gramaticales comunes a toda la Lorena fráncica, pero esta tarea está poco avanzada, puesto que sólo hay elementos publicados sobre el fráncico renano de Lorena (valle del Sarre y País de Bitche): 
- El auxiliar haber = hònn: ich hònn, de hasch, er/sie/'s hat, mìr hònn, ìhr hònn, se hònn (en alemán: ich habe, du hast, er/sie/es hat, wir haben, ihr habt, sie haben)
- El auxiliar ser = sìnn: ich bìnn (o ich sìnn), de bìsch, er/sie/'s ìsch, mìr sìnn, ìhr sìnn, se sìnn (en alemán: ich bin, du bist, er/sie/es ist, wir sind, ihr seid, sie sind).

## Señalización bilingüe
Algunas localidades que cuentan con señalización bilingüe francés/fráncico en los carteles de entrada o en las placas de las calles son:
Alzing, Beckerholz, Bouzonville, Brettnach, Filstroff, Freistroff, Férange, Guiching, Neunkirchen, Vaudreching, Guerting, Guerstling, Bambiderstroff, Mainvillers, Dodenom, Entrange, Evrange, Hagen, Hettange-Grande, Roussy-le-Village, Roussy-le-Bourg, Apach, Flastroff, Haute-Contz, Merlebach, Hombourg-Haut, Théding, Kalhausen, Sarreguemines, Goetzenbruck.

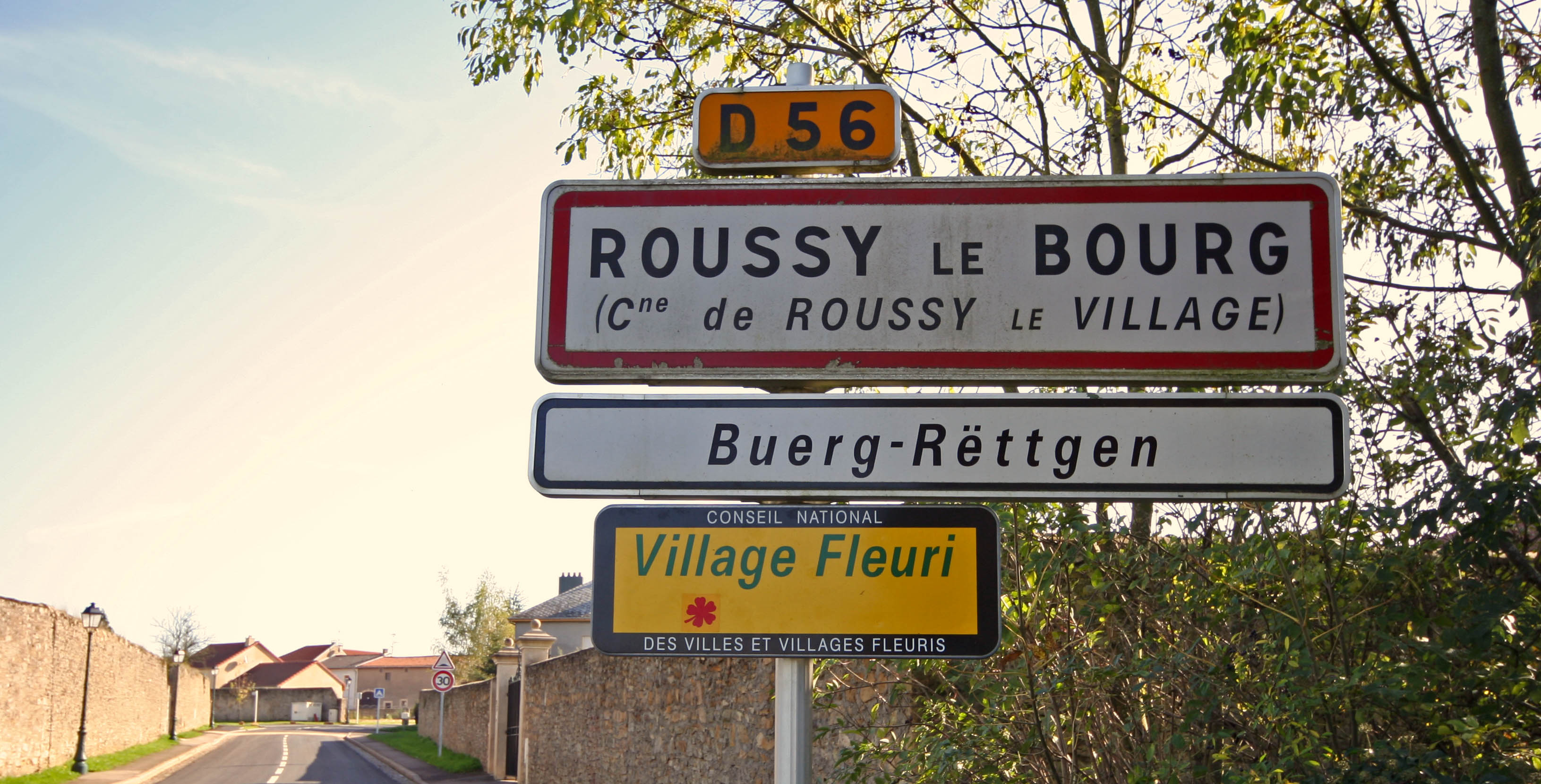
Una señal de entrada bilingüe en Roussy-le-Bourg.
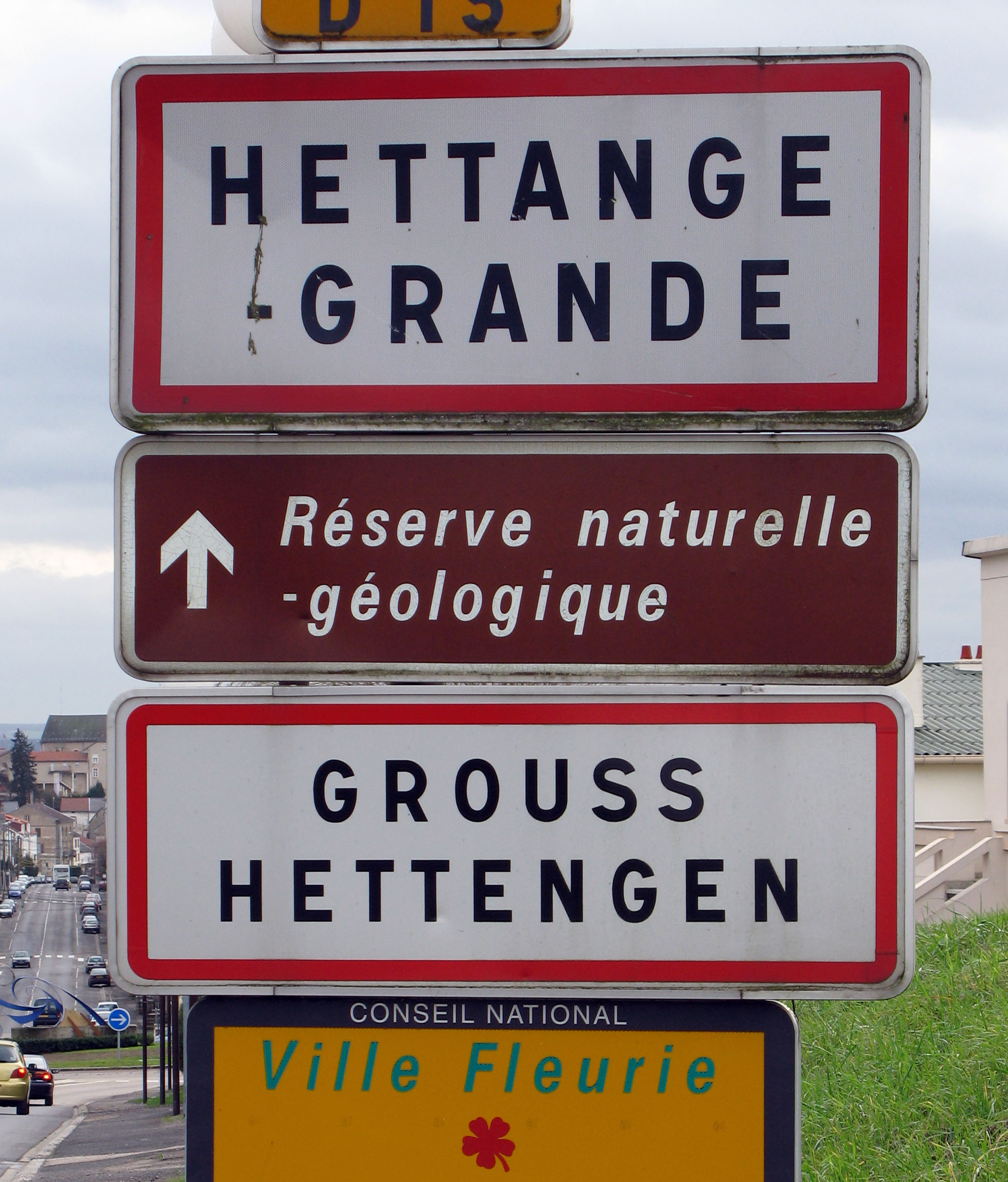
Otra en Hettange-Grande.

## Diccionarios
- Wörterbuch der deutsch-lothringischen Mundarten (consultable en línea en la web de la universidad de Tréveris) por Michael Ferdinand Follmann 1909 Strasbourg SHAL; reedición 1983 Sändig Reprint Verlag Lichtenstein
- Le Platt, Hélène Nicklaus éditions Pierron 2001
- Lexique de dialecte de la région de Sarreguemines,  Marianne Haas Heckel, éditions confluences 2001
- Boussa Platt, René Baro, édité par l'auteur
- Dictionnaire du parler francique de Saint-Avold par Manfred Pützer-Adolphe Thil-Julien Helleringer, Éditions Serpenoise, Metz 2001
- Diccionario en línea de fráncico renano del País de Phalsbourg - Sarrebourg Sudeste del Mosela
- Diccionario de fráncico en línea